# آلفرد آلن (هنرپیشه)
آلفرد آلن (انگلیسی: Alfred Allen؛ ۸ آوریل ۱۸۸۶ – ۱۷ ژوئن ۱۹۴۷) یک هنرپیشهٔ فیلم صامت اهل ایالات متحده آمریکا بود.
از فیلم‌هایی که وی در آن نقش داشته است می‌توان از ببر سفید (۱۹۲۳) نام برد.